# Чжан Ваньнянь

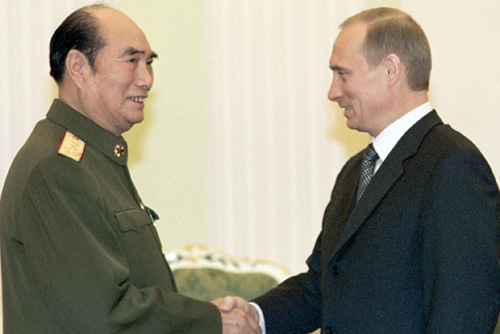
С президентом РФ В. Путиным (2001)

Чжан Ваньня́нь (кит. упр. 张万年, пиньинь Zhāng Wànnián; 1 августа 1928, Хуансянь, провинция Шаньдун — 14 января 2015, Пекин) — китайский генерал-полковник (1993), зампред ЦВС (1995—2003, член с 1992/1993), член Политбюро и секретарь ЦК 15 созыва.
Член КПК с августа 1945 года, член ЦК КПК 14 созыва (кандидат с 12 созыва). Депутат ВСНП 8—9 созывов.
Прошёл путь от солдата до генерала.

## Биография
С августа 1944 года в рядах НОАК.
В 1968—1978 годах комдив, в 1978—1981 годах замкомандарма, в 1981—1982 годах командарм.
В 1982—1985 годах заместитель командующего Уханьским военным округом.
В 1985—1990 годах заместитель, командующий Гуанчжоуским военным округом.
В 1990—1992 годах командующий Цзинаньским военным округом.
В 1992—1995 годах начальник Генштаба НОАК. С 1995 года зампред, с 1997 года 1-й зампред ЦВС КПК (КНР — с марта 1998 года). С 2003 года в отставке.
Генерал-полковник (май 1993), генерал-лейтенант (1988).
Был женат. Считался выдвиженцем Цзян Цзэминя. 